# Crayke
Crayke – wieś w Anglii, w hrabstwie North Yorkshire, w dystrykcie (unitary authority) North Yorkshire. Leży 20 km na północ od miasta York i 300 km na północ od Londynu.